# 維多利亞間

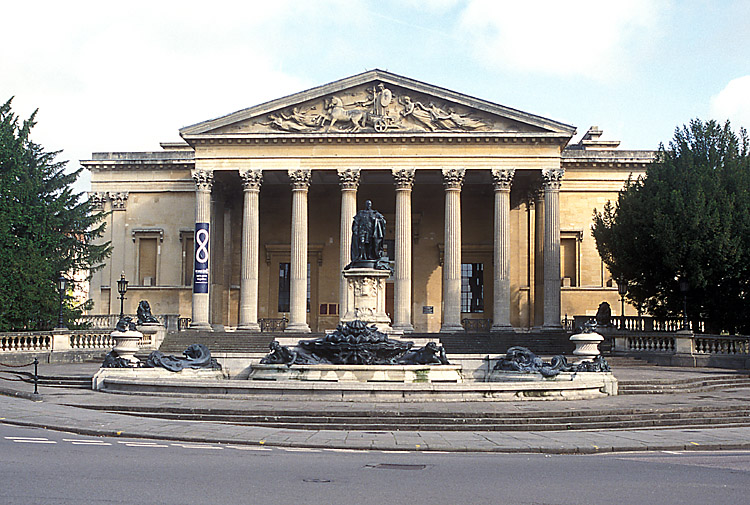
維多利亞間

維多利亞間（Victoria Rooms）是位於英國英格蘭城市布里斯托的一座建築，現在是布里斯托大學音樂學院的所在地。維多利亞間的設計者是建築家Charles Dyer，修建於1838年至1842年，建築風格是希臘復興式建築。維多利亞間得名於維多利亞女王。

## 外部連結
- Bristol University Music Department （页面存档备份，存于）
- Victoria Rooms floor plan